# Karl Gerber (Maler)
Karl Gerber (* 11. August 1912 in Bern; † 2. Juni 1974 in Pfäffikon ZH; heimatberechtigt in Langnau im Emmental) war ein Schweizer Maler.

## Leben und Schaffen
Gerber kam als erstes von sechs Kindern eines Bäckermeisters in Bern zur Welt. Zwei Jahre später zog die Familie nach Kleindietwil bei Langenthal, wo sie «schlecht und recht lebte». 1926 übersiedelte die Familie nach Zweisimmen im Berner Oberland, wo Gerber die Sekundarschule besuchte und anschliessend eine Bäcker-Konditorenlehre im väterlichen Betrieb absolvierte. 1930 konnte er mit Unterstützung der Eltern und Geschwister für ein Jahr in Berlin die Malakademie von Lovis Corinth besuchen.
Zurück in Zweisimmen, wo er wieder in den väterlichen Betrieb eintrat, nutzte er die freien Stunden am Nachmittag oder am Abend zum Malen, bis er sich ab Mitte der 1950er-Jahre mehr und mehr der Malerei zuwenden konnte. Von Freunden in Zürich sowie in Ronco sopra Ascona, wo er zwischen 1945 und 1954 dem «Circolo Verbano» angehörte, erlernte er neue Techniken. Malreisen führen ihn ausser in das Tessin auch nach Südfrankreich, Paris und später nach Ägypten.
Gerbers Werk umfasst vor allem Stillleben, Porträts und Landschaften, besonders aus der Gegend um Zweisimmen sowie dem Tessin. Nach seinem Berliner Jahr war er von Vincent van Gogh beeinflusst, in den Aquarellen der Vierzigerjahre ist der Einfluss seiner Roncheser Malerkollegen Manfred Henninger, Erwin Schönmann und Jan Schutter spürbar. Anfangs der Fünfzigerjahre wandelte er sich zum ganz eigenständigen Künstler, der eine «farbige und impulsive» Ausdrucksweise pflegte.
Den grössten Teil seines Lebens verbrachte Gerber in Zweisimmen. 2011 fand im dortigen Heimatmuseum eine Ausstellung von seinem Werk statt.